# Rudolf Zahradník

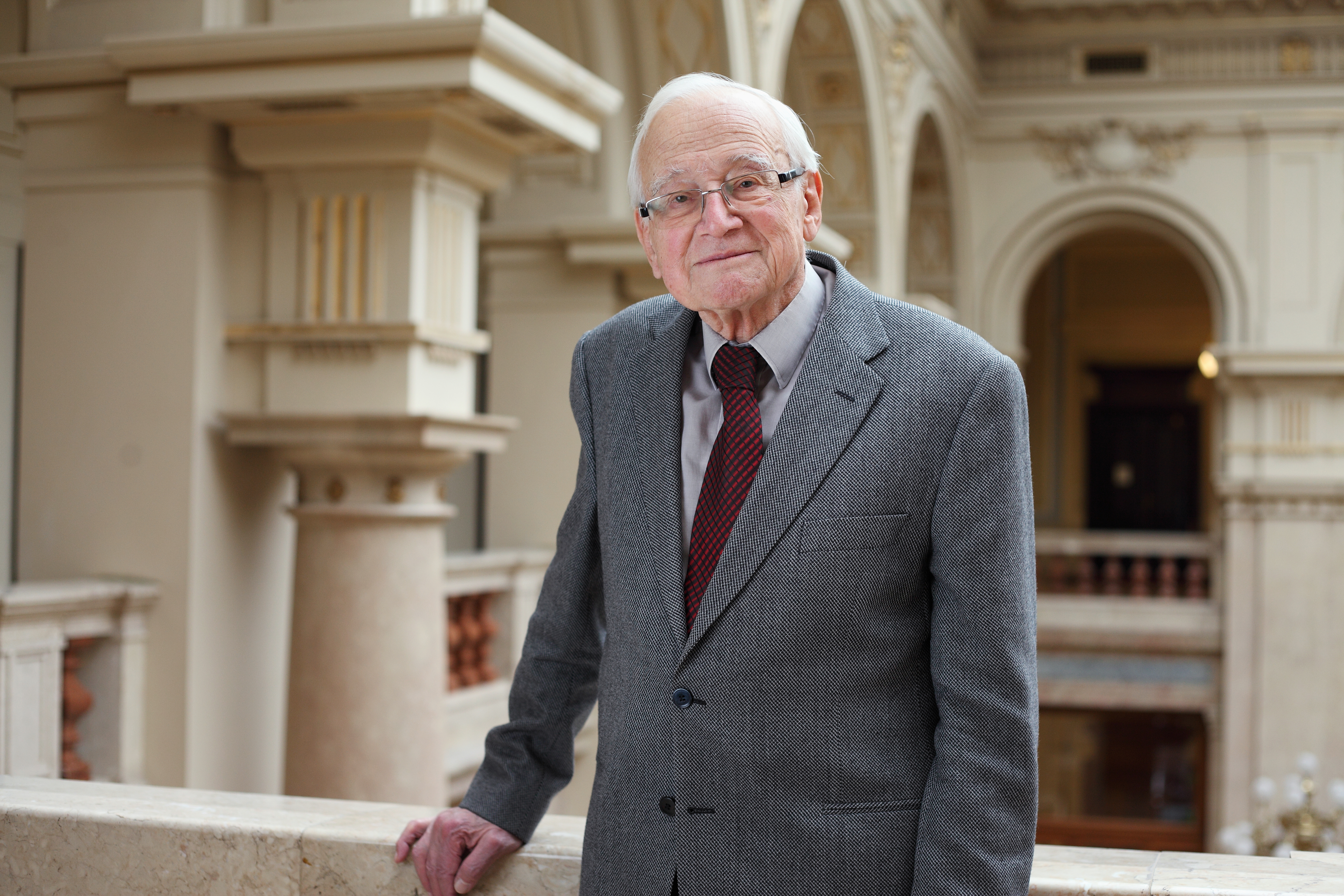
Rudolf Zahradník (2012)

Rudolf Zahradník (* 20. Oktober 1928 in Bratislava; † 31. Oktober 2020) war ein tschechischer Physikochemiker und Präsident der Akademie der Wissenschaften der Tschechischen Republik.

## Leben
Rudolf Zahradník studierte an der Universität für Chemie und Technologie in Prag. Von 1961 an arbeitete er am damaligen Jaroslav-Heyrovský-Institut für Physikalische Chemie und Elektrochemie der Tschechoslowakischen Akademie der Wissenschaften in Prag. Sein Hauptarbeitsgebiet war die Theoretische Chemie und speziell die Quantenchemie, wo er eine Vielzahl wissenschaftlicher Themen bearbeitete. Zahradník veröffentlichte mehr als 350 Aufsätze in wissenschaftlichen Zeitschriften sowie mehrere Lehrbücher und Monographien.
Von 1990 bis 1993 war er Direktor des Jaroslav-Heyrovský-Instituts für Physikalische Chemie und anschließend von 1993 bis 2001 Präsident der Akademie der Wissenschaften der Tschechischen Republik.
Zahradník erhielt zahlreiche Auszeichnungen im In- und Ausland und war Ehrendoktor mehrerer Universitäten sowie auswärtiges Mitglied verschiedener Akademien:
- Mitglied der International Academy of Quantum Molecular Science (1982)
- Ehrenmitglied der Schweizerischen Chemischen Gesellschaft (1988)
- Korrespondierendes Mitglied der Kroatischen Akademie der Wissenschaften und Künste (1994)
- Mitglied der Europäischen Akademie der Wissenschaften und Künste in Salzburg (1997)
- Tschechische Verdienstmedaille (1998)
- Österreichisches Ehrenkreuz für Wissenschaft und Kunst I. Klasse (1998)
- Orden Pro Ecclesia et Pontifice (verliehen von Papst Johannes Paul II.) (1999)
- Mitglied der Academia Europaea, London (1999)[2]
- Ehrenmitglied der Gesellschaft Deutscher Chemiker (2000)
- Chevalier dans l’Ordre des Palmes Académiques (2003)
- Heyrovský-Medaille (2013)

Bundeskanzlerin Angela Merkel bezeichnete Rudolf Zahradník am 3. April 2012 in einer Rede an der juristischen Fakultät der Karls-Universität als ihren Lehrer.

## Werke (Auswahl)
- R. Zahradník, J. Pancíř: HMO energy characteristics, New York: Plenum Publ. Corp., 1970
- R. Zahradník, P. Čársky: Organic quantum chemistry problems, New York, London: Plenum Press, 1973
- R. Zahradník, R. Polák: Elements of quantum chemistry, New York: Plenum Press, 1980
- P. Hobza, R. Zahradník: Weak intermolecular interactions in chemistry and biology, Amsterdam: Elsevier, 1980
- P. Hobza, R. Zahradník: Intermolecular complexes: the role of van der Waals systems in physical chemistry and in the biodisciplines, Amsterdam: Elsevier, 1988